# VdB 38
vdB 38, également connue sous le nom de Sh2-263, est une nébuleuse par réflexion visible dans la constellation d'Orion,.
On l'identifie facilement à environ 2 ° nord nord-ouest de l'étoile brillante Bellatrix (γ Orionis), qui constitue le sommet nord-ouest du grand rectangle qui délimite la figure d'Orion. L'étoile qui éclaire les gaz de la nébuleuse est HD 34989, une étoile bleu-blanc de la séquence principale de magnitude 5,78, clairement visible même à l'œil nu lors des nuits les plus claires. Le nuage apparaît distinct dans une partie qui brille en raison de la réflexion de la lumière de l'étoile, et montre en fait une couleur nettement bleue, et une partie à l'arrière-plan qui semble ionisée et présente une lumière rougeâtre. Une partie du nuage de gaz dont fait partie vdB 38 n'est pas éclairée et apparaît comme une nébuleuse sombre qui masque la lumière provenant des étoiles derrière elle. Cette partie sombre porte le sigle LDN 1588 (B223). La distance entre le nuage et l'étoile serait, selon les études de parallaxe, de ∼ 736 a.l. (∼ 226 pc), ce qui les placerait dans les régions les plus périphériques du complexe d'Orion.